# 普卡卡卡區
6°51′06″S 76°20′39″W / 6.8518°S 76.3443°W
普卡卡卡區（西班牙語：Distrito de Pucacaca），是秘魯的一個區，位於該國中北部聖馬丁大區的皮科塔省，始建於1936年5月8日，面積230.7平方公里，海拔高度217米，2005年人口2,902，人口密度每平方公里13人。